# Asano Tetsuya
Asano Tetsuya (sinh ngày 23 tháng 2 năm 1967) là một cầu thủ bóng đá người Nhật Bản.

## Đội tuyển bóng đá quốc gia Nhật Bản
Asano Tetsuya thi đấu cho đội tuyển bóng đá quốc gia Nhật Bản từ năm 1991 đến 1994.

## Thống kê sự nghiệp
| Đội tuyển bóng đá Nhật Bản | Đội tuyển bóng đá Nhật Bản | Đội tuyển bóng đá Nhật Bản |
| Năm                        | Trận                       | Bàn                        |
| -------------------------- | -------------------------- | -------------------------- |
| 1991                       | 2                          | 0                          |
| 1992                       | 3                          | 0                          |
| 1993                       | 0                          | 0                          |
| 1994                       | 3                          | 1                          |
| Tổng cộng                  | 8                          | 1                          |